# منافرات
مُنافِرات (انگلیسی: Epideictic) یا بلاغت آیینی (ceremonial oratory) به همراه دو سبک دیگر خطابی، یعنی «مشاورات» و «مشاجرات»، سه سبک اصلی فن خطابه را در غرب باستان تشکیل می‌دهند.
منافرات در غرب باستان کارکردهای گوناگونی داشته و این کارکردها را از طریق ستایش و نکوهش متحقق می‌ساخته است. دو رویکرد کلی نسبت به این ژانر در غرب باستان وجود دارد؛ نخست رویکرد آموزگاران «رسمی» فن خطابه همچون آناکسیمنس، ارسطو، سیسرون، کوئنتیلی و... و دوم رویکرد سوفسطاییان است که توجه خاصی به سبک منافرات داشته‌اند.
با آنکه ستایش و نکوهش در غرب باستان بیشتر به موقعیت‌های شفاهی (خطابه) و در جهان اسلام به موقعیت‌های متنی (شعر) اختصاص داشته، ولی تفاوت چندانی میان اصول ستایش و نکوهش در این دو نظام بلاغی به چشم نمی‌خورد و آنچه دربارهٔ ستایش و نکوهش در جهان اسلام گفته شده، وجوه متفاوت سبک منافرات را در غرب بازنمایی می‌کند.
اصول ستایش و نکوهش در جهان اسلام از دو دسته منبع، قابل استخراج هستند؛ نخست برخی متون مدرسی بلاغت همچون نقدالشعر از قدامه، العمده فی محاسن الشعر و آدابه اثر ابن رشیق و... و دسته دوم متونی هستند که ارتباط مستقیمی با متون بلاغی ندارند اما با محوریت ستایش و نکوهش تألیف شده‌اند. برخی از مهم‌ترین آثار این دسته عبارت‌اند از: الظرائف و اللطائف و الیواقیت فی بعض المواقیت؛ تحسین القبیح و تقبیح الحسن؛ تحسین و تقبیح، هر سه از ثعالبی؛ برخی نامه‌های جاحظ (الرسائل) و برخی آثار منسوب به او مانند المحاسن و الاضداد، الآمل و المأمول و از ابراهیم بیهقی کتاب المحاسن و المساوی.